# Marc Monnier
Marc-Charles-François Monnier, o Marco Monnier (Firenze, 7 dicembre 1829 – Ginevra, 18 aprile 1885), è stato uno scrittore e poligrafo italiano naturalizzato svizzero.

## Biografia
Figlio di Jacques-Louis, francese originario della Ardèche, e di Priscille Lacour, svizzera di Ginevra, nacque e trascorse la giovinezza in Italia. Nel 1832 risiedette con i familiari a Napoli. Fece gli studi universitari all'estero, dapprima alla Sorbona di Parigi per un paio di semestri, quindi all'Università di Ginevra, completando gli studi ad Heidelberg e a Berlino. Si stabilì infine a Ginevra dove divenne professore di letterature comparate all'Università (1864-1885), della quale più tardi fu vice-rettore . Fu padre di Philippe Monnier.
Marc Monnier fu uno scrittore prolifico e si interessò di argomenti disparati. È ormai ricordato come autore di saggi in lingua francese sulla cultura europea, e in particolare sulla cultura italiana (L'Italie est-elle la terre des morts?, 1859; Garibaldi, 1861; Les contes populaires en Italie, 1879; Les nouvelles napolitaines, ecc.). Si cimentò anche nella satira politica con buoni risultati; fu autore, in particolare, di una raccolta di brevi commedie in versi ottonari intitolata Théâtre des marionettes (1871). Nella sua opera Notizie storiche documentarie sul brigantaggio nelle province napoletane, tradusse e pubblicò il diario del generale catalano José Borjes, giunto nel 1861 in Italia meridionale per tentare un'insurrezione borbonica e divenendo noto per l'alleanza con il brigante Carmine Crocco. Tradusse dal tedesco in lingua francese il Faust di Goethe. 

Fino alla morte pubblicò nella «Bibliothèque Universelle» di Losanna una corrispondenza mensile di cronaca italiana dal titolo «Chroniques Italiennes». 

## Opere in volume
- L'Italie est-elle La terre des morts?, Paris, L. Hachette et C., 1860 (434 p.)
  - Trad. it. L'Italia è Ella la terra dei morti?, Venezia, Prem. stabil. tip. di P. Naratovich, 1863 (431 p.)
- Garibaldi: rivoluzione delle Due Sicilie col ritratto di Garibaldi in fotografia, 1a versione dal francese, corredata di rettifiche e giunte per Rocco Escalona, Napoli, Presso Alberto Detken libraio-editore, 1861 (XVI, 400 p. + 1 c. di tav.: 1 ritr.)
- Notizie storiche documentarie sul brigantaggio nelle province napoletane dai tempi di fra Diavolo sino ai nostri giorni aggiuntovi l'intero Giornale di Borges finora inedito, Firenze, Gaspero Barbèra, 1862 (166 p.)
  - Ed. Roma, Adelmo Polla, 1986 (168 p.) ["I Tascabili d'Abruzzo" 14]
- La camorra: notizie storiche raccolte e documentate per cura di Marco Monnier, 2ª ed., Firenze, G. Barbera, 1862 (159 p.)
  - Ed. con una nota di Max Vajro, Napoli, A. Berisio, 1965 (IX, 177 p.)
  - Ed. con prefazione di Nicola Tranfaglia, Cosenza, Memoria, 1998 (106 p.) ["Storia & storie" 1]
- Histoire du brigandage dans l'histoire meridionale, Paris, Michel Levy Frères, 1862 (255 p.)["Bibliotheque nouvelle"]
- L'Italia all'opera: dal 1860 al 1869, Milano, Treves e C., 1869 (110 p.)
- Poesies de Marc Monnier, Geneve, S. Jolimay-Desrogis, 1872 (259 p.)
  - 2ª ed. revue et augm., Paris, Librairie Sandoz et Fischbacher, 1878 (245 p.)
- Nouvelles napolitaines, Paris, Lemerre, 1879 (271 p.)
  - Trad. it. Novelle napoletane: Donna Grazia, Carmela, Miss Uragan, Milano, Treves, 1883 (XII-273 p.) ["Biblioteca amena" 169]
- Les contes populaires en Italie par Marc Monnier, Paris, G. Charpentier, 1880 (377 p.)
- La Renaissance, de Dante a Luther, Paris, Librairie Firmin-Didot, 1884 (528 p.) ["Histoire generale de la litterature moderne"]
- Un aventurier italien du siècle dernier: le comte  Joseph Gorani, d'après ses Mémoires inédits, Elibron, 1999 (ed. originale: Parigi, Calmann-Lévy, 1884), pp. 4-5.